# Yūko Ogura
Yūko Ogura (小倉 優子?, Ogura Yūko; Chiba, 1º novembre 1983) è una modella e idol giapponese celebre soprattutto per i suoi album fotografici.
Ha debuttato nel 2000 a diciassette anni, ha recitato in alcuni spot pubblicitari e dal 2004 ha debuttato come cantante.

## Discografia

### Album
- 2004 - Frui Chu Tarte

### Singoli
- 2002 - Ukiuki rinko da poo
- 2004 - Koi no Shoobydooba
- 2004 - Eien Loverin
- 2004 - Onna no ko otoko no ko

### Collaborazioni
- 2005 - Girl's Box: Best Hits Compilation Summer - Eien Loverin

## Filmografia

### Doppiaggio
- 2008 - Il professor Layton e il futuro perduto, Enigmarta